# Wolf Lepenies
Wolf Lepenies (Allenstein, 11 de janeiro de 1941) é um sociólogo, cientista político e escritor alemão.

## Biografia
Lepenies nasceu próximo a Allenstein, Prússia Oriental (atual Olsztyn, Polônia) e em 1945 sua família fugiu da ofensiva soviética na Prússia Oriental, indo para Schleswig-Holstein e de lá para a Renânia do Norte-Vestfália. Ele cresceu em  Koblenz e estudou sociologia e filosofia na Universidade de Münster, na Renânia do Norte-Vestfália, graduando-se com o título de doutorado em 1967. Em 1970, ele obtém sua habilitação na Universidade Livre de Berlim. Ele viajou para o exterior, primeiro para a Maison des sciences de l'homme, em Paris, depois para o Instituto de Estudos Avançados de Princeton. Em 1984, ele passa a integrar a faculdade do Instituto de Estudos Avançados de Berlim (Wissenschaftskolleg), antes de se tornar professor de sociologia na Universidade Livre de Berlim. Ele frequentemente retornou a Princeton para realizar pesquisas. Em 1986, sucedeu Peter Wapnewski como presidente do Wissenschaftskolleg, sendo sucedido em 2001 por Dieter Grimm.
Com a iniciativa de Pierre Bourdieu, que apreciou a publicação da obra As Três Culturas (em alemão: Die drei Kulturen. Soziologie zwischen Literatur und Wissenschaft, publicada originalmente em 1985), Lepenies foi convidado em 1991 pelo Collège de France para ocupar durante um ano a "cadeira europeia", criada dois anos antes. Lá ele ministra um curso intitulado Os intelectuais e a política do espírito na história europeia (em francês: Les intellectuels et la politique de l'esprit dans l'histoire européenne), cuja lição inaugural foi publicada em 1992.
Lepenies foi eleito membro da Academia das Artes de Berlim (Akademie der Künste) em 2003. Em 2006, se tornou professor emérito.
Lepenies é membro da Academia Real das Ciências da Suécia. Desde 2004, ele é membro do conselho diretor da editora alemã Axel Springer AG.

## Contribuições da obra
Sua obra As Três Culturas (de 1985, com o título em alemão: Die drei Kulturen. Soziologie zwischen Literatur und Wissenschaft) estuda as consequências da emergência da sociologia no espaço literário e a luta que sociologia e literatura travaram para afirmar sua primazia no conhecimento do mundo social. Lepenies explora em particular as resistências oferecidas pela direita nacionalista e católica a Émile Durkheim e a seus discípulos na conquista de uma posição institucional.

## Prêmios e honrarias
- 1984 — Prêmio Gay-Lussac Humboldt
- 1988 — Karl-Vossler-Preis
- 1998 — Leibniz-Ring-Hannover
- 1999 — Joseph-Breitbach-Preis
- 2000 — Theodor-Heuss-Stiftung
- 2003 — Medalha Leibniz da Academia das Ciências de Berlim[6]
- 2006 — Friedenspreis des Deutschen Buchhandels (prêmio da paz do setor editorial alemão, distribuído anualmente na Feira do Livro de Frankfurt)[7]

## Obras selecionadas
- Melancholie und Gesellschaft, 1969 e 1998 ISBN 3-518-28567-X (tese de doutorado de 1967) (em alemão)
- Orte des wilden Denkens. Zur Anthropologie von Claude Levi-Strauss, 1970 (em coautoria com Hans Henning Ritter) (em alemão)
- Soziologische Anthropologie. Materialien, 1971 (em alemão)
- Das Ende der Naturgeschichte. Wandel kultureller Selbstverständlichkeiten, 1976 (em alemão)
- Geschichte der Soziologie, 1981 ISBN 3-518-57091-9 (obra de história da sociologia publicada em quatro volumes) (em alemão)
- Die drei Kulturen. Soziologie zwischen Literatur und Wissenschaft, 1985 e 2002 ISBN 3-596-15518-5 (em alemão)
- Autoren und Wissenschaftler im 18. Jahrhundert. Linné - Buffon - Winckelmann - Georg Forster - Erasmus Darwin, 1988 ISBN 3-446-15160-5 (em alemão)
- Gefährliche Wahlverwandtschaften. Essays zur Wissenschaftsgeschichte, 1989 (em alemão)
- Folgen einer unerhörten Begebenheit. Die Deutschen nach der Vereinigung, 1992 (em alemão)
- Aufstieg und Fall der Intellektuellen in Europa, 1992 (em alemão)
- La fin de l'utopie et le retour de la mélancolie. Regards sur les intellectuels d'un vieux continent, leçon inaugurale au Collège de France, Collège de France, 1992 ISBN 2-7226-0002-1 (em francês)
- Sainte-Beuve. Auf der Schwelle zur Moderne, 1997 ISBN 3-446-19121-1 Erro de parâmetro em {{ISBN}}: soma de verificação (em alemão)
- Les trois cultures. Entre science et littérature, l'avènement de la sociologie, MSH, 1997 ISBN 2-7351-0344-7 (em francês)
- Benimm und Erkenntnis, 1998 ISBN 3-518-12018-2 (em alemão)
- Sozialwissenschaft und sozialer Wandel. Ein Erfahrungsbericht, 1999 ISBN 3-8142-1105-7 (em alemão)
- Sainte-Beuve. Au seuil de la modernité, Gallimard, 2002 ISBN 2-07-075621-1 (em francês)
- Kultur und Politik. Deutsche Geschichten, 2006 ISBN 3-446-20807-0 (em alemão)
- The Seduction of Culture in German History, Princeton University Press, 2006 ISBN 0-691-12131-1 (em inglês)
- Qu'est-ce qu'un intellectuel européen ? Les intellectuels et la politique de l'esprit dans l'histoire européenne, Seuil, Paris, 2007 ISBN 978-2-02-062971-3 (em francês)